# Neonauclea glabra
Neonauclea glabra är en måreväxtart som först beskrevs av William Roxburgh, och fick sitt nu gällande namn av Reinier Cornelis Bakhuizen van den Brink och Colin Ernest Ridsdale. Neonauclea glabra ingår i släktet Neonauclea och familjen måreväxter. Inga underarter finns listade i Catalogue of Life.